# Ë̀
Ë̀ (minuscule : ë̀), appelé E tréma accent grave, est une lettre latine utilisée dans l’écriture du bribri, du han, du trique de Chicahuaxtla et du gallo-italique de Sicile.
Il s’agit de la lettre E diacritée d’un tréma et d’un accent grave.

## Représentations informatiques
Le E tréma accent grave peut être représenté avec les caractères Unicode suivants : 
- composé et normalisé NFC (supplément latin-1, diacritiques) :

| formes    | représentations | chaînes de caractères | points de code | descriptions                                             |
| --------- | --------------- | --------------------- | -------------- | -------------------------------------------------------- |
| capitale  | Ë̀               | Ë◌̀                    | U+00CB U+0300  | lettre majuscule latine e tréma diacritique accent grave |
| minuscule | ë̀               | ë◌̀                    | U+00EB U+0300  | lettre minuscule latine e tréma diacritique accent grave |

- décomposé et normalisé NFD (latin de base, diacritiques) :

| formes    | représentations | chaînes de caractères | points de code       | descriptions                                                         |
| --------- | --------------- | --------------------- | -------------------- | -------------------------------------------------------------------- |
| capitale  | Ë̀               | E◌̈◌̀                   | U+0045 U+0308 U+0300 | lettre majuscule latine e diacritique tréma diacritique accent grave |
| minuscule | ë̀               | e◌̈◌̀                   | U+0065 U+0308 U+0300 | lettre minuscule latine e diacritique tréma diacritique accent grave |